# Cristofanía

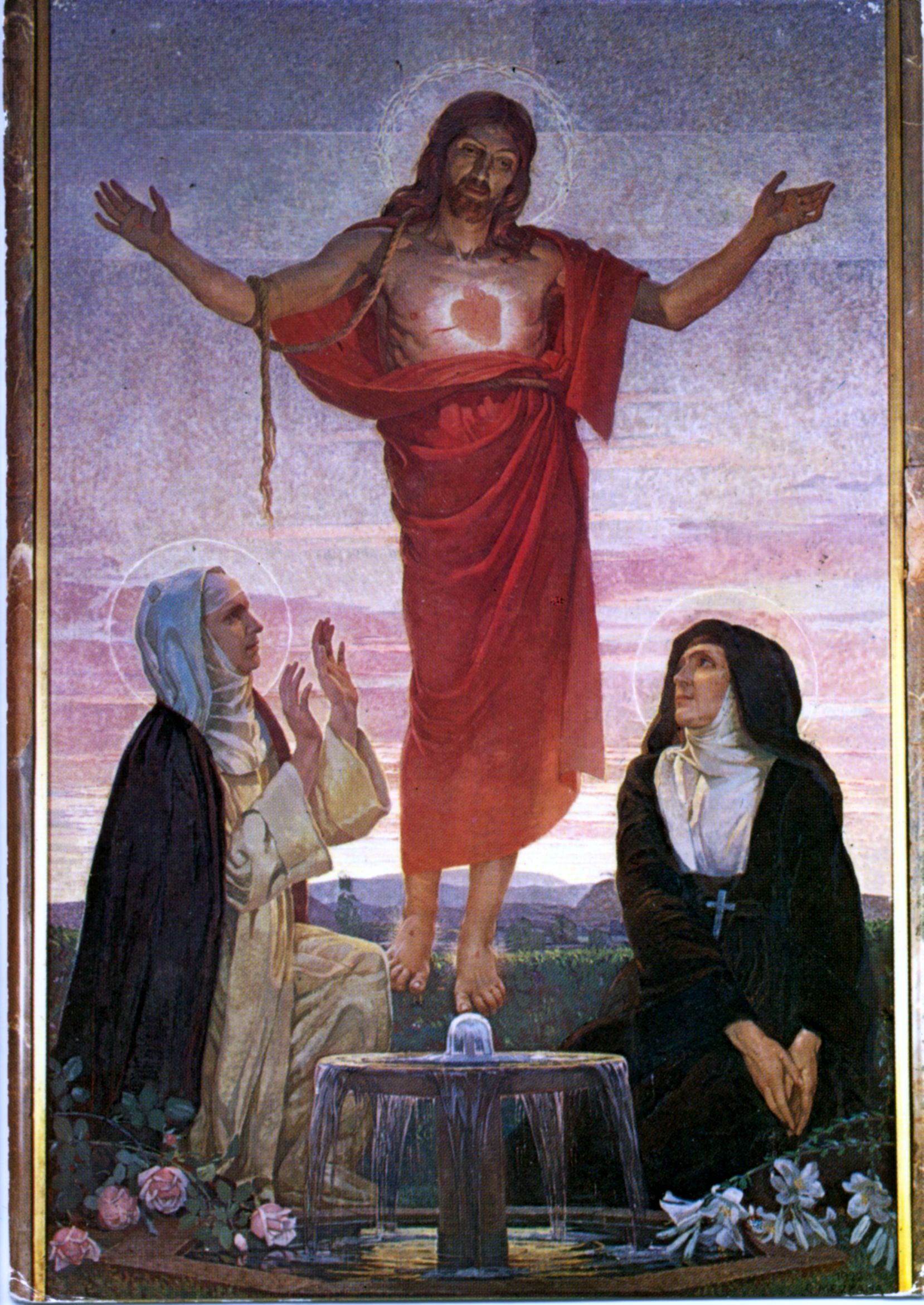
La aparición de Cristo y su Sagrado Corazón a santa Margarita María de Alacoque y a María del Divino Corazón

Según el cristianismo, una cristofanía es una aparición de Jesucristo preencarnado o después de su crucifixión. Estas teofanías son debatidas entre los teólogos y pueden ser interpretadas de diferentes formas.

## Supuestas cristofanías
- Génesis 14:18-20
- Salmos 110:4
- Hebreos 7
- Génesis 16:7
- Oseas 12:4
- Josué 5:13-15
- Daniel 3:25
- Génesis 32:30

- Datos: Q5111740